# Rhodostrophia perezaria
Rhodostrophia perezaria är en fjärilsart som beskrevs av Charles Oberthür 1875. Rhodostrophia perezaria ingår i släktet Rhodostrophia och familjen mätare. Inga underarter finns listade.